# Mimiker
Mimiker sind in traditionellen Ballett-Ensembles diejenigen Darsteller, die in pantomimischen Rollen der Repertoire-Ballette auftreten, im Gegensatz zu den eigentlichen Tänzern. Von den Mimikern wird „Ausdruck“ gefordert, während die Tänzer ein technisch perfektes Springen und Drehen bieten müssen. Oft sind Mimiker die älteren Tänzer. Die Rollen des Don Quijote in dem von Marius Petipa erstmals choreografierten Ballett Don Quichotte (1869) oder des Drosselmeyer in Petipas Der Nussknacker (1892) werden zum Beispiel von einem Mimiker ausgeführt. 
Die Mimiker stammen von den Charakter- und Grotesktänzern des 18./19. Jahrhunderts her, die komische oder bürgerliche Rollen ausführten.
Im modernen Ballett wird die Unterscheidung zwischen Tänzern und Mimikern möglichst aufgehoben, im Tanztheater tritt die Technik gegenüber der Persönlichkeit der Tanzenden zurück.